# Cantonul Le Portel
Cantonul Le Portel este un canton din arondismentul Boulogne-sur-Mer, departamentul Pas-de-Calais, regiunea Nord-Pas-de-Calais, Franța.

## Comune
| Comune           | Populație (1999) | Cod poștal | Cod INSEE |
| ---------------- | ---------------- | ---------- | --------- |
| Boulogne-sur-Mer | 44 859 (1)       | 62200      | 62160     |
| Le Portel        | 10 720           | 62480      | 62667     |